# Memnonia bifidus
Memnonia bifidus är en insektsart som beskrevs av Dash och Chandrasekhara A. Viraktamath 1997. Memnonia bifidus ingår i släktet Memnonia och familjen dvärgstritar. Inga underarter finns listade i Catalogue of Life.